# Love Is Blind (Beverly Hills, 90210)
Love Is Blind is de vierentwintigste aflevering van het tiende seizoen van het tienerdrama Beverly Hills, 90210, die voor het eerst werd uitgezonden op 26 april 2000.

## Plot
Nu Donna en David beide weer vrijgezel zijn ontstaat er een seksuele spanning tussen hen in maar zij willen dit beide niet toegeven en blijven eromheen draaien. Donna krijgt schokkend nieuws te horen van haar moeder Felice, zij vertelt Donna dat zij het ouderlijk huis wil verkopen nu zij er alleen woont en veel te groot is voor haar. Donna vindt dit erg omdat zij hierin geboren en opgegroeid is. David en Donna brengen steeds meer tijd met elkaar door en David blijft ook slapen bij haar zonder dat er iets gebeurd. Iedereen vindt dat zij bij elkaar horen maar zij durven dit niet aan. Nu Donna nog steeds in de put zit omdat het huis verkocht wordt besluiten haar vrienden haar te verrassen met een vroege kerst in het huis met alle versieringen. Dit verrast Donna en zij is hier heel blij mee en kan het besluit van Felice accepteren. Felice heeft een blind date geregeld voor Donna die hier niet erg enthousiast over is maar besluit toch te gaan, daar aangekomen ziet zij David zitten en komt erachter dat Felice dit geregeld heeft en dit afspraakje eindigt in een kus.
Tijdens alle drukte voor hun huwelijk krijgt Matt een baanaanbieding waar hij serieus over nadenkt, Kelly is blij voor hem alleen de baan is in Seattle en dat betekent dat zij moeten verhuizen en daar is Kelly niet zo blij mee. Dylan kan het nog steeds niet accepteren dat Kelly met Matt gaat trouwen en nu geeft hij alvast een cadeau aan hen, het zijn twee vliegtickets voor een wereldreis. Kelly snapt het idee omdat zij vroeger dit ook heeft gekregen van Dylan toen zij moest kiezen tussen hem en Brandon. Matt is hier niet blij mee en confronteert Dylan hiermee en deze vertelt aan Matt dat hij hier niet te veel achter moet zoeken. Matt krijgt nog meer slecht nieuws te horen als hij hoort dat hij de baan Seattle niet krijgt, hij is hier teleurgesteld over maar Kelly is blij dat zij niet hoeven te verhuizen. Dylan doet nog een laatste poging bij Kelly, zij vertelt hem dat zij wil trouwen met Matt en dit kan Dylan niet accepteren maar beseft dat hij weinig keus heeft.
Steve krijgt een zekere Charles op bezoek en die doet Steve een voorstel waar hij goed over na moet denken. Charles wil de Beverly Beat kopen en eerst zegt Steve dat dit niet te koop is maar als hij het bedrag ziet dan komen er toch bedenkingen. Steve zou dan het bedrijf uit moeten en Janet zou er blijven werken en zij moeten hier toch over denken. Steve heeft het hier moeilijk mee en weegt alles tegen elkaar af maar besluit het aanbod aan te nemen. Steve moet er wel aan wennen om nu voor huisvrouw te spelen maar kan nu wel veel tijd doorbrengen met zijn dochter. Janet komt er ook achter dat het nu anders is en veel tijd moet doorbrengen op de krant en mist haar dochter.
Ellen wil weer fulltime voor Caitlin zorgen en Noah wil haar hiermee helpen, haar moeder is nog niet echt enthousiast en dit komt door haar ervaringen in het verleden. Noah wil gaan bemiddelen tussen Ellen en haar moeder en gaat op gesprek bij de moeder en vraagt haar om Ellen een kans te geven. De moeder vertelt haar dat zij Ellen nog niet kan vertrouwen omdat zij in het verleden dit vaker beloofd heeft. Ellen zou ook komen naar hun bijeenkomst maar zij is te laat en Noah denkt meteen dat zij in een bar zit en gaat naar haar op zoek. Later komt hij bij Ellen en Ellen is teleurgesteld dat hij meteen het ergste denkt als zij ergens te laat komt. Ellen legt Noah uit dat zij nu al haar tijd in Caitlin wil steken en dat zij dan geen tijd heeft voor hem. Dit komt hard aan bij Noah en wil haar niet kwijt.

## Rolverdeling
- Jennie Garth - Kelly Taylor
- Ian Ziering - Steve Sanders
- Brian Austin Green - David Silver
- Tori Spelling - Donna Martin
- Luke Perry - Dylan McKay
- Joe E. Tata - Nat Bussichio
- Lindsay Price - Janet Sosna
- Daniel Cosgrove - Matt Durning
- Vincent Young - Noah Hunter
- Heidi Lenhart - Ellen
- Katherine Cannon - Felice Martin
- Scott Paetty - Charles Yoffe
- Adeline Allen - Caitlin
- Kathleen Garrett - Marion (moeder van Ellen)